# 李氏宗祠 (宁波市)
29°52′1.92″N 121°32′37.47″E / 29.8672000°N 121.5437417°E
李氏宗祠，位于中国浙江省宁波市海曙区云石街27号，民国建筑，占地面积630平方米。主楼为三开间二层楼房，坐北朝南，平面呈三合院，此宅原主姓苏，后售于李杲堂后裔，遂改为李氏宗祠，现位于月湖盛园内，为宁波市区唯一一处纪念李杲堂的场所，2010年12月公布为海曙区文物保护单位:362。